# William Samb
Pour les articles homonymes, voir Samb.
William Samb est un homme politique papou-néo-guinéen né dans le village de Kambise dans le district de Goilala dans la province centrale de la Papouasie-Nouvelle-Guinée le 25 octobre 1973 et mort à Dubaï aux Émirats arabes unis le 3 mars 2022.

## Biographie
William Samb est né dans le village de Kambise en Papouasie-Nouvelle-Guinée le 25 octobre 1973. Il est issu du peuple goilalan du sud-est de la Nouvelle-Guinée, et est scolarisé dans des écoles locales,. Il est l'un des premiers de sa communauté à accéder à des études supérieures, et obtient une licence en ingénierie civile de l'Université de technologie de Papouasie-Nouvelle-Guinée à Lae en 1995,. Il reprend par la suite ses études et obtient un Master en gestion de projet à l'Université de technologie du Queensland, en Australie, en 2012. Il travaille dans le service public de Papouasie-Nouvelle-Guinée, et est employé comme gestionnaire de mise en œuvre des projets routiers avant son entrée en politique.
Il est élu député de la circonscription de Goilala au Parlement national lors d'une élection partielle en août 2015 due à la mort du député Daniel Mona. Membre du parti Pangu Pati, il siège sur les bancs de l'opposition et est ministre fantôme des Travaux publics dans le cabinet fantôme que mène Don Polye. Réélu dans sa circonscription aux élections de 2017, il entre au gouvernement de Peter O'Neill comme ministre assistant le Premier ministre. Il est l'un des ministres qui démissionnent en avril 2019 et rejoignent l'opposition, permettant à James Marape de former un gouvernement. Ce dernier nomme William Samb au poste de ministre des Transports et des Infrastructures.
En janvier 2022, à l'occasion d'un remaniement ministériel, il devient ministre du Commerce et des Industries. Participant avec Sam Basil à une exposition commerciale à Dubaï pour encourager les entreprises émiraties à investir en Papouasie-Nouvelle-Guinée, il est hospitalisé en raison d'une hypertension artérielle, et meurt à l'hôpital le 3 mars 2022,.